# Previsão (estatística)
Previsão, em estatística, é o processo de estimativas em situações de incertezas. O termo previsão é semelhante, porém mais geral, e normalmente se refere a estimação de séries temporais ou dados instantâneos. A previsão se evoluiu para a prática do plano de demanda diária em um prognóstico diário dos negócios. A prática do plano de demanda também se refere à previsão de cadeia de suprimentos.
Portanto, as previsões são processos críticos e contínuos necessários para obter bons resultados no planejamento de um projeto. Se classificarmos em relação ao intervalo de tempo, podem ser classificadas em:
1. Previsões de curto prazo (3 meses a 1 ano): Nas empresas modernas, este tipo de previsão é realizada a cada mês ou menos, e seu tempo de planejamento é válido por um ano. Usado para programas de fornecimento, produção, alocação de mão de obra necessária para o número de departamentos de pessoal, planejamento e fabricação, modelo de trabalhadores, e planejamento dos departamentos de fabricação.
2. Previsões a médio prazo (1a 2 anos): É usado para estimar planos de vendas, produção, fluxo de caixa e elaboração de orçamento.
3. Previsões a longo prazo (igual ou superior a 3 anos): Este tipo de previsão é utilizado no planejamento de novos investimentos, lançamentos de novos produtos e tendências tecnológicas de materiais, processos, produtos, bem como na elaboração de projetos. A duração é de três anos ou mais.

## Métodos de série temporal
Métodos de séries temporais utilizam dados históricos como base para estimar os resultados futuros. Supõe-se que a procura é uma função do tempo, e que pode estar envolvido em adição os seguintes componentes:
- Tendência
- Ciclos
- Estacionalidades
- Irregularidades

Imerso no modelo em um esquema de aditivo ou multiplicativo. Alguns destes métodos são os seguintes:
- Método ingênuo: simplesmente assumiu que a magnitude da demanda é igual ao última medida.
- Método de médias móveis
- Método de suavização exponencial
- Método de extrapolação
- Método de ajuste de tendência linear
- Método de ajuste sazonal

## Métodos casuais / econométricos
Alguns métodos de previsão assumem que é possível identificar os fatores subjacentes que podem influenciar a variável de prever. Se as causas são compreendidas, as projecções podem ser feitas das variáveis que influenciam, para utilização na previsão.
Alguns métodos causais são:
- A análise de regressão, que pode ser linear ou não linear.
- Modelo autoregressivo de média móvel (ARMA)
- Modelo ARIMA
- Econometria

### Métodos subjetivos
Métodos subjetivos incorporam julgamentos intuitivos, opiniões e estimativas. Algumas delas são:
- Previsões compostas
- Enquetes
- Método Delphi
- Construção de etapa
- Previsão de tecnologia
- Previsão por analogia

### Outros métodos
- Simulação
- Previsão de mercado
- Previsão probabilística
- Previsão conjunto

### Previsão precisão
O erro da previsão é a diferença entre o real e previsto do período correspondente.
{\displaystyle E_{t}=Y_{t}-F_{t}}
Onde {\displaystyle E_{T}} é o erro do período de previsão {\displaystyle t}, {\displaystyle Y} é o valor real nesse período e {\displaystyle f_{t}} a valor que estava previsto.
| Erro absoluto da média (MAD)                  | {\displaystyle MAD={\frac {\sum _{t=1}^{N}\|E_{t}\|}{N}}}                         |
| Erro absoluto do percentual da média (MAPE)   | {\displaystyle MAPE={\frac {\sum _{t=1}^{N}\|{\frac {E_{t}}{Y_{t}}}\|}{N}}}       |
| Percentagem de desvio absoluto da média(PMAD) | {\displaystyle PMAD={\frac {\sum _{t=1}^{N}\|E_{t}\|}{\sum _{t=1}^{N}\|Y_{t}\|}}} |
| O erro quadrático da média (MSE)              | {\displaystyle MSE={\frac {\sum _{t=1}^{N}{E_{t}^{2}}}{N}}}                       |
| Raiz do erro quadrático da média (RMSE)       | {\displaystyle RMSE={\sqrt {\frac {\sum _{t=1}^{N}{E_{t}^{2}}}{N}}}}              |